# Foundation's Edge

Foundation's Edge (pt-br: Limites da Fundação, também publicado como "Fundação II", pela editora Hemus) é uma novela de Isaac Asimov, o quarto livro da Série Fundação. Ela foi escrita trinta anos após a primeira trilogia, em 1982, devido à pressão dos admiradores para que Asimov desse seguimento à série, e também, segundo o próprio Asimov, devido ao montante oferecido pela editora. Foi a sua primeira novela a ser listada entre os best-sellers do jornal New York Times, após ajuntar 262 livros e 44 anos de atividade literária.
Limites da Fundação venceu o prêmio Hugo de melhor novela em 1983, e foi nomeada para o prêmio Nebula de melhor novela em 1982.

## Resumo do enredo
A Prefeita de Terminus, Harla Branno, está no auge do seu prestígio político, após a costumeira aparição holográfica de Hari Seldon haver confirmado que todas as suas posições políticas estavam previstas no Plano. Quinhentos anos após o nascimento da Fundação, Terminus passou de uma pobre colônia de cientistas isolada e impotente para a capital de um império cujo peso tecnológico e comercial paira sobre metade da galáxia, e não há dúvida de que ela esteja a meio caminho de se tornar o Segundo Império. Porém, neste dia de celebração, Golan Trevize, um membro do Cabinete dono duma intuição incomum, levanta a suspeita de que talvez os últimos eventos sigam o Plano Seldon bem demais — que a Segunda Fundação não esteja extinta, e pelo contrário esteja ativa a guiar o futuro da Fundação. Ele revela suas impressões em particular para um colega de Cabinete, Munn Li Compor, que trai a sua confiança e revela a suas inquietações para a Prefeita. Trevize então impudentemente ataca as decisões de Branno numa reunião do Cabinete, levando à sua prisão por traição e remoção de cargo. Branno esperava que Trevize a desafiasse abertamente neste exato momento em que ela desfruta do favor da opinião pública, e engenha para que Trevize seja exilado. Ela lhe ordena que deixe Terminus e saia em busca da Segunda Fundação. Para encobrir a natureza do "exílio" de Trevize, faz-se que ele seja acompanhado por Janov Pelorat, um professor de História Antiga, cuja especialidade e maior anseio é a localização do lar original perdido da humanidade, a Terra.
Simultaneamente, em Trantor, Stor Gendibal, um jovem porém ascendente mentalista na hierarquia da Segunda Fundação, deduz um segredo importantíssimo e o conta ao Presidente — que o Plano Seldon, cujo avanço é o dever sagrado da Segunda Fundação, está avançando com uma precisão muito melhor do que a probabilidade permite; que portanto uma organização mais esquiva e mais poderosa do que a S.F. deve estar guiando os eventos da galáxia. Ele também acha suspeito que Trevize haja sido exilado de Terminus numa nave espacial da última geração, em vez de ter sido apenas preso ou exilado a bordo duma nave qualquer. Ele acredita que Trevize está servindo de "pára-raio" para a Prefeita de Terminus, para atrair e expôr a Segunda Fundação.
Em seguida, na manhã antes da reunião do Conselho na qual Gengibal planejava contar suas suspeitas, ele é acossado e quase linchado por fazendeiros trantorianos locais; muito suspeito, dada a hora do assaulto e dado que os hameses são pacíficos e têm um temor supersticioso dos membros da S.F. Não fosse uma aldeã aparecer e parar a turba, Gengibal teria sido espancado, pois os segundo-fundacionistas tem como código de honra jamais usar seus poderes contra a população local sob qualquer condição que seja.
A prefeita Harla Branno, temendo que, conforme a sua glória se esvaia, as vozes do Gabinete comecem a se levantar em dúvida sobre o destino de Trevize, força Compor a seguir Trevize numa nave semelhante.
Ao chegar à mesa do Conselho, Gendibal provoca a ira dos Parlamentares ao acusá-los de tentativa de homicídio, em referência ao ataque dos fazendeiros. A parlamentar Delora Delarmi convence os demais a votar pela destituição de Gengibal.
Trevize e Pelorat, enquanto viajam na nave mais avançada e rápida da Fundação, começam a falar do interesse de Pelorat sobre a Terra e sobre as lendas ao redor dela. De início indiferente e duvidoso, Trevize toma interesse na Terra quando ele percebe que a famosa frase de Seldon de que a sede da Segunda Fundação estaria "na ponta oposta da galáxia" poderia se referir à Terra; Terminus é um mundo sem abundância de recursos naturais na extrema borda da galáxia e foi, portanto, o último planeta a ser colonizado pelo Império; a Terra, na ponta oposta da linha do tempo, foi o primeiro mundo habitado pelo homem. Ele diz a Pelorat que, em vez de seguir a sua ideia original de ir em busca de pistas na Grande Biblioteca Galáctica de Trantor, ele mudará o destino para o planeta Sayshell, que, segundo Pelorat, pode ter pistas sobre a Terra.
Enquanto isso, após uma espera de vários dias, finalmente começa o julgamento de Gendibal. Com o apoio somente do Presidente em face da oposição de todos os outros sob Delarmi, Gendibal despedaça as acusações ao introduzir sua testemunha, Sura Novi — a aldeã que o salvara. Ele pede ao Conselho que entre na mente dela e verifique que lá há uma alteração minúscula e sutil, que somente uma organização mentálica, poderosa e esquiva poderia ter feito. Ele os avisa que esse novo antagonista tem um plano próprio e diferente do Plano Seldon, e que seja qual for esse plano a Segunda Fundação tem sido um instrumento dele, não um guia.  Ele avisa também que Trevize atravessou metade da galáxia em meia hora usando sua avançada nave espacial, e que ele desviou o curso de Trantor para Sayshell por razões desconhecidas. Ambos Gendibal e o Presidente tentam convencer o Conselho de que pode restar quase nenhum tempo para que S.F. retifique a situação.
A destituição de Gengibal fica suspensa, mas Delarmi manobra para que Gendibal e a aldeã sejam enviados ao espaço para seguir Trevize e em turno descobrir os planos da misteriosa organização. Ele concorda com estes termos, e o Presidente, movido pelo talento e compromisso de Gendibal, anuncia que fará dele o seu sucessor caso retorne vivo, assim desmantelando as maquinações de Delarmi para conseguir tal cargo.
Trevize e Pelorat pousam em Sayshell e vão a um centro turístico para saber onde ficam as universidades locais. Eles são cumprimentados por Compor, que explica como ele foi manipulado pela prefeita Branno e forçado a seguir Trevize. Ele tenta fazer as pazes com Trevize, mas falha. Ele lhes conta uma lenda de que a Terra ficou radioativa antes de se ir. Trevize, com sua intuição alertada, percebe pelas palavras de Compor que ele só pode ser um agente da Segunda Fundação.
Em Sayshell, eles se encontram com o professor Quinsentz, que lhes dá as coordenadas de um tal planeta Gaia (nome da Deusa Terra em grego). Eles descobrem que Gaia é um super-organismo no qual todas as coisas, tanto seres vivos quanto inanimados, compartilham duma consciência coletiva comum. O planeta é habitado por seres humanos, e Pelorat se apaixona por uma habitante chamada Bliss. Lá, Trevize descobre que o futuro da galáxia deve ser decidido por ele.
Compor era de fato um agente da S.F. e depois de deixar Sayshell concede sua nave a Gendibal. Gengibal dá de encontro com um vaso de guerra da P.F., sob o comando da prefeita Branno. Os poderes mentálicos de Gendibal vão de encontro e entram num impasse com o campo de força da nave da prefeita; o impasse é então agravado quando Novi, a aldeã, revela ser uma agente da organização misteriosa por trás de tudo, que era Gaia. Ficam os três a certa distância no espaço, as forças de cada um em equilíbrio umas com as outras.
Bliss admite a Trevize que Gaia o guiara todo o tempo a si, para que a sua mente intocada, uma mente de extraordinário poder intuitivo, decida o destino da galáxia entre os caminhos propostos pela Primeira Fundação, pela Segunda Fundação, ou por Gaia. Gaia, apesar de seu grande poder, não achou que sozinha podia fazer essa escolha, e que só alguém como Trevize poderia. Para escolher, ele deve dirigir a sua nave até o local do impasse, impasse que fôra planejado também desde o início por Gaia, e então usar o poder do computador central da nave para: ou amplificar a força mental de Gendibal; ou a força mental de Novi; ou a força do escudo de Branno.
Trevize decide em favor do destino proposto por Gaia: transformar a galáxia num super-organismo como a própria Gaia. A partir daí, Gaia manipula as mentes de Branno e Gendibal, fazendo-os se esquecer da existência de Gaia e dando a cada um a ilusão de ter completado a sua missão. Trevize fez a sua escolha, mas não consegue viver em sossego em Gaia. Para ele não basta intuição para justificar a escolha; ele precisa saber o porquê, e está certo de que a resposta se encontra na Terra.

## Os Romances de Asimov Ambientados No Universo DeRobôs/Império/Fundação
O prefácio de Prelúdio à Fundação contém a ordem cronológica dos livros de ficção científica de Asimov. Asimov afirmou que os livros de sua Série Robôs, Império e Fundação "oferecem uma espécie de história do futuro, que talvez não seja completamente consistente, já que eu não planejei consistência para começar". Asimov também observou que os livros em sua lista "não foram escritos na ordem em que (talvez) deveriam ser lidos".

Os seguintes romances estão listados em ordem cronológica por narrativa:
1. Eu Robô / I, Robot (1950)[4] - Um romance autônomo de concerto (fix-up - Uma correção (ou correção) é um romance criado a partir de vários contos de ficção que podem ou não ter sido inicialmente relacionados ou publicados anteriormente.) contendo 9 contos sobre robôs.
2. O Homem Positrônico / The Positronic Man (1992)[5] - Um romance autônomo co-escrito com Robert Silverberg, baseado na noveleta de Asimov de 1976 O Homem Bicentenario, "The Bicentennial Man".
3. Nêmesis / Nemesis (1989)[6] - Um romance autônomo vagamente conectado as série Robôs/Império/Fundação, ambientado nos primeiros dias das viagens interestelares.
4. As Cavernas de Aço / The Caves of Steel (1954) [7]- Primeira novela de R. Daneel Olivaw - Primeiro livro da Série Robôs.
5. O Sol Desvelado / The Naked Sun (1957) [8]- Segunda novela de R. Daneel Olivaw - Segundo livro da Série Robôs.
6. Os Robôs da Alvorada / The Robots of Dawn (1983) - Terceira novela de R. Daneel Olivaw - Terceiro livro da Série Robôs.
7. Robôs e Império / Robots and Empire (1985) - Quarta novela de R. Daneel Olivaw - Quarto livro da Série Robôs.
8. As Correntes do Espaço / The Currents of Space (1952) - Primeiro romance da Série Império.
9. Poeira de Estrelas / The Stars, Like Dust (1951) - Segundo romance da Série Império.
10. Pedra no Céu / Pebble in the Sky (1950) - Terceiro romance da Série Império.
11. Prelúdio a Fundação / Prelude to Foundation (1988) -Primeiro romance da Série Fundação.
12. Origens da Fundação / Forward the Foundation (1993) - Segundo romance da Série Fundação.
13. Fundação / Foundation (1951) - Terceiro romance da Série Fundação.
14. Fundação e Império / Foundation and Empire (1952) - Quarto romance da Série Fundação.
15. Segunda Fundação / Second Foundation (1953) - Quinto romance da Série Fundação.
16. Limites da Fundação / Foundation's Edge (1982) - Sexto romance da Série Fundação.
17. Fundação e Terra / Foundation and Earth (1986) - Sétimo romance da Série Fundação.
18. O Fim da Eternidade / The End of Eternity (1955)[9] - Um romance autônomo vagamente conectado à série Robôs/Império/Fundação, sobre uma organização que altera o tempo.